# Бернт-Стор-Маріна (Флорида)
Бернт-Стор-Маріна (англ. Burnt Store Marina) — переписна місцевість (CDP) в США, в окрузі Лі штату Флорида. Населення — 1890 осіб (2020).

## Географія
Бернт-Стор-Маріна розташований за координатами 26°46′1″ пн. ш. 82°3′5″ зх. д. / 26.76694° пн. ш. 82.05139° зх. д. (26.767036, -82.051403).  За даними Бюро перепису населення США в 2010 році переписна місцевість мала площу 3,52 км², з яких 2,76 км² — суходіл та 0,76 км² — водойми.

## Демографія
Згідно з переписом 2010 року, у переписній місцевості мешкали 1793 особи в 970 домогосподарствах у складі 738 родин. Густота населення становила 509 осіб/км².  Було 1961 помешкання (557/км²).
Расовий склад населення:
| - 98,8 % — білих - 0,5 % — азіатів - 0,1 % — вихідців з тихоокеанських островів - 0,1 % — корінних американців - 0,1 % — чорних або афроамериканців |

До двох чи більше рас належало 0,3 %. Частка іспаномовних становила 1,6 % від усіх жителів.
За віковим діапазоном населення розподілялося таким чином: 1,4 % — особи молодші 18 років, 37,9 % — особи у віці 18—64 років, 60,7 % — особи у віці 65 років та старші. Медіана віку мешканця становила 67,3 року. На 100 осіб жіночої статі у переписній місцевості припадало 95,1 чоловіків;  на 100 жінок у віці від 18 років та старших — 95,6 чоловіків також старших 18 років.
Середній дохід на одне домашнє господарство  становив 111 877 доларів США (медіана — 80 625), а середній дохід на одну сім'ю — 124 749 доларів (медіана — 93 199). За межею бідності перебувало 5,3 % осіб, у тому числі 0,0 % дітей у віці до 18 років та 1,3 % осіб у віці 65 років та старших.
Цивільне працевлаштоване населення становило 388 осіб. Основні галузі зайнятості: освіта, охорона здоров'я та соціальна допомога — 23,2 %, науковці, спеціалісти, менеджери — 17,3 %, фінанси, страхування та нерухомість — 14,7 %.